# سافی (مالت)
سافی (به لاتین: Safi) یک منطقهٔ مسکونی در مالت است که در منطقه جنوبی مالت واقع شده‌است. سافی ۲٫۳ کیلومتر مربع مساحت و ۲٬۲۸۰ نفر جمعیت دارد.